# پاندرماهیان
پاندرماهیان (نام علمی: Panderichthys) نام یک سرده از رده گوشتی‌بالگان است.